# Світло маяка
«Світло маяка» — радянський телефільм 1977 року, знятий режисером Ільмурадом Бекмієвим на кіностудії «Туркменфільм».

## Сюжет
На маяку живуть старий хворий доглядач та дівчина Марал. Невідомо, як довго дівчина жила б пустельницею на маяку, якби не кохання, яке виникло між нею і капітаном катера Мурадом, який привіз лікаря до хворого старого.

## У ролях
- Ходжадурди Нарлієв — Мурад
- Тамара Джураева — Марал
- Огульджан Ніязбердиєва — Марал
- Аман Одаєв — боцман
- Шамухаммед Акмухаммедов — лікар
- Олександр Титов — Філіпович
- Меред Атаханов — епізод
- А. Расулов — епізод
- Н. Базарова — епізод
- Ш. Шаріпов — епізод
- Л. Кноблох — епізод
- А. Джумамухамедова — епізод

## Знімальна група
- Режисер — Ільмурад Бекмієв
- Сценарист — Валентин Максименков
- Оператори — Усман Сапаров, Шариф Шарифов
- Композитор — Мурат Атаєв